# Prowincja Ngozi
Prowincja Ngozi (kirundi: IProvense ya Ngozi) – jedna z 17 prowincji w Burundi, znajdująca się na północy kraju. Północna granica prowincji jest jednocześnie granicą państwową z Rwandą. Stolicą prowincji jest miasto Ngozi.
Nazwa Ngozi oznacza błogosławieństwo.
W roku 2007 prowncja Ngozi liczyło około 749 tysięcy mieszkańców.
Podstawą gospodarki prowincji jest hodowla bydła oraz uprawa kawy, bananów, manioku, słodkich ziemniaków, fasoli i kukurydzy. Ważne jest też wydobycie kasyterytu (rudy cyny) i przetwórstwo herbaty.

## Podział administracyjny
Prowincja Ngozi dzieli się na 9 gmin:
- Busiga;
- Gashikanwa;
- Kiremba;
- Marangara;
- Mwumba;
- Ngozi;
- Nyamurenza;
- Ruhororo;
- Tangara.